# بوریس گریگوریف
بوریس گریگوریِف (روسی: Бори́с Дми́триевич Григо́рьев؛ ۱۱ ژوئیهٔ ۱۸۸۶ – ۷ فوریهٔ ۱۹۳۹) نقاش و طراح گرافیک اهل روسیه بود. او در آکادمی سلطنتی هنر سن‌پترزبورگ هنر آموخت و در سال ۱۹۱۳ به جنبش میر اسکوستوا (جهان هنر) پیوست.

## نگارخانه

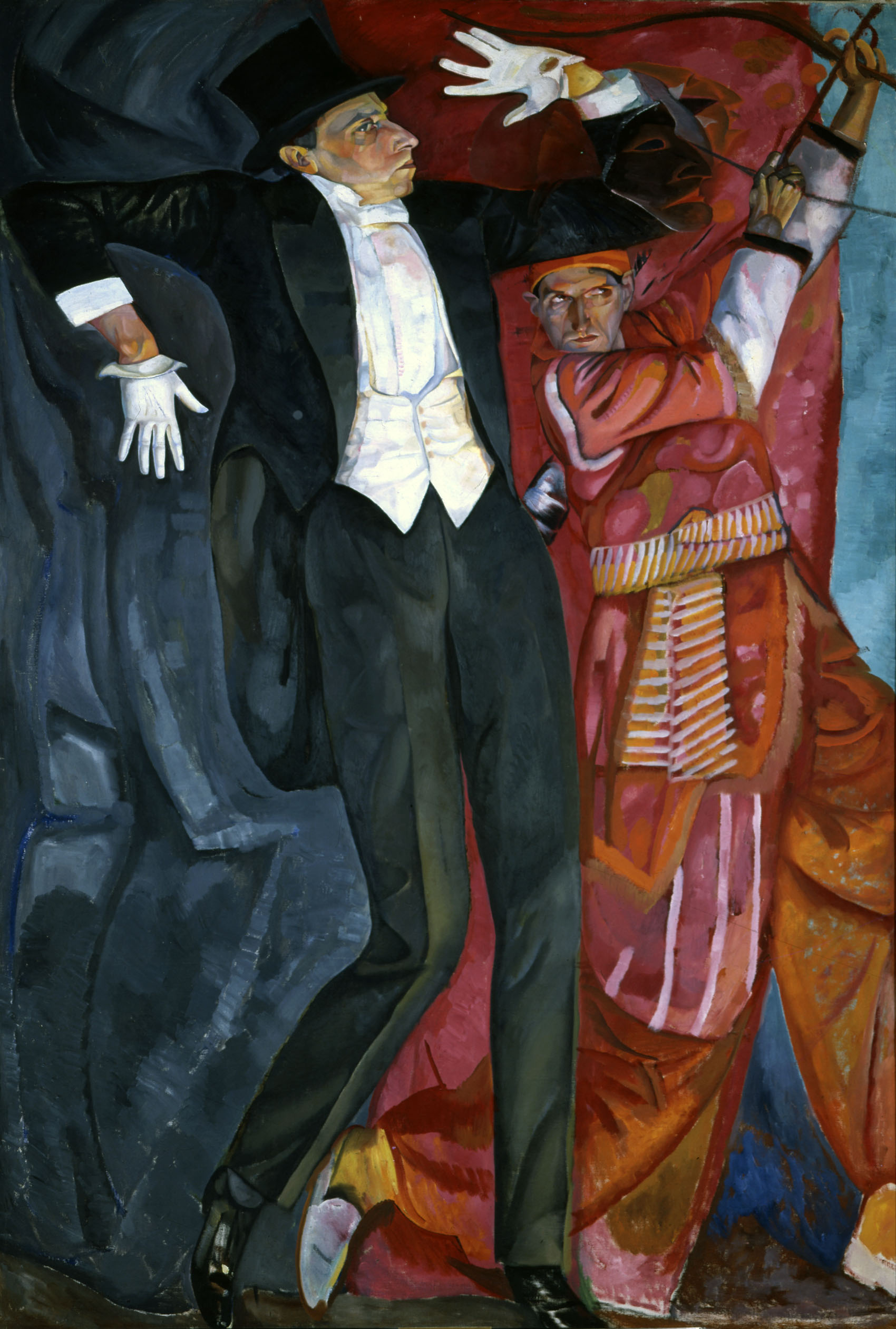
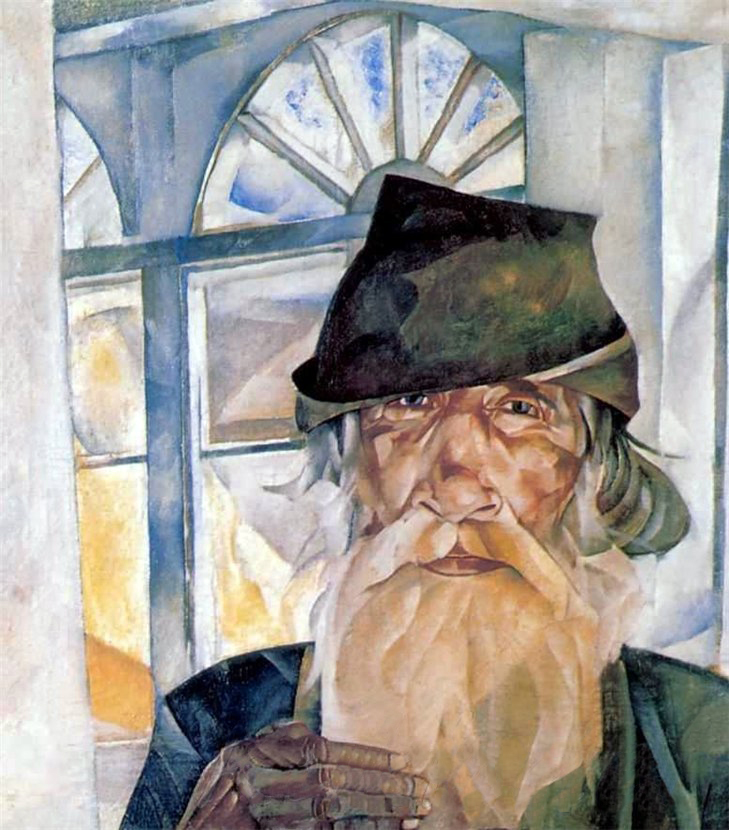
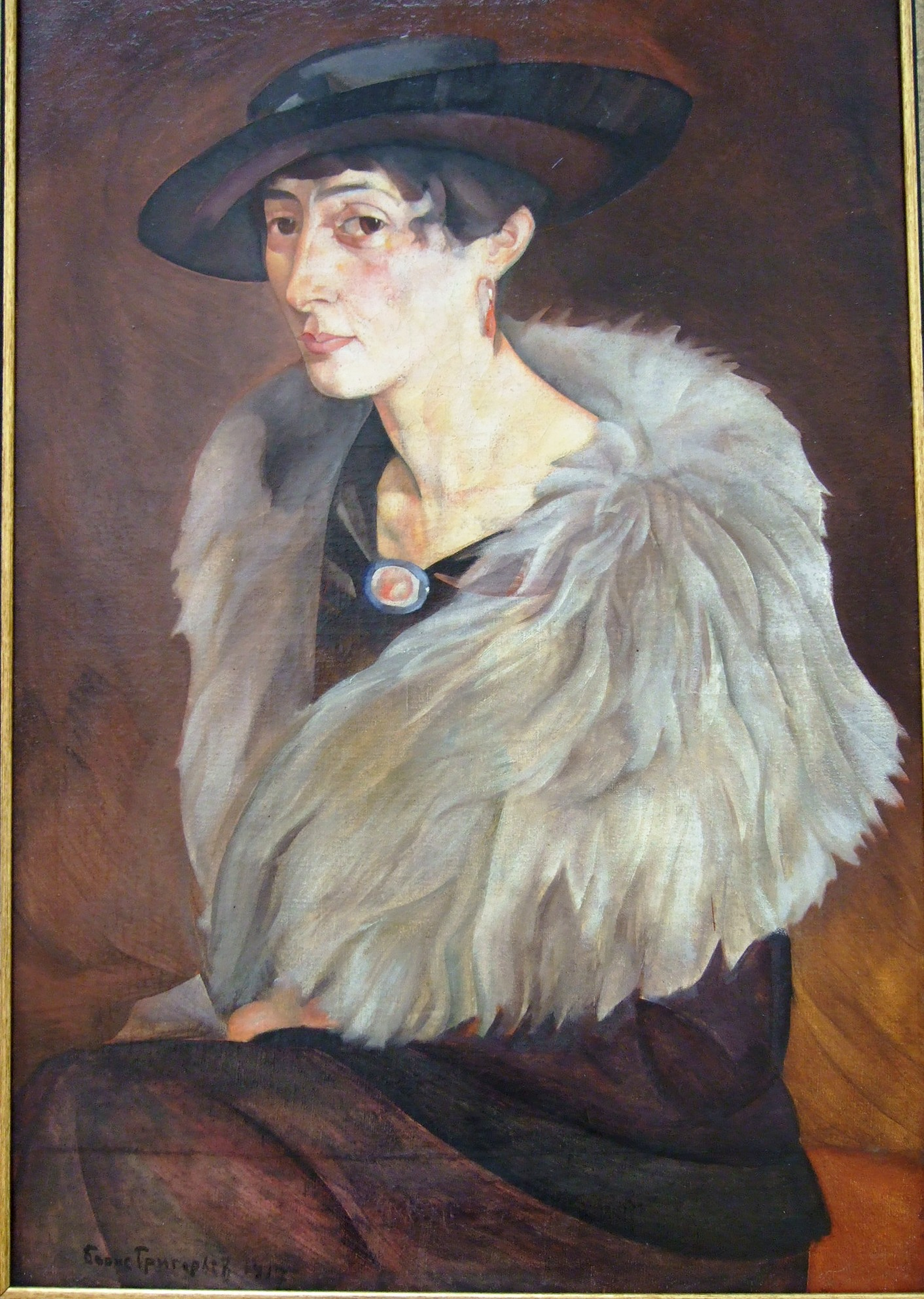
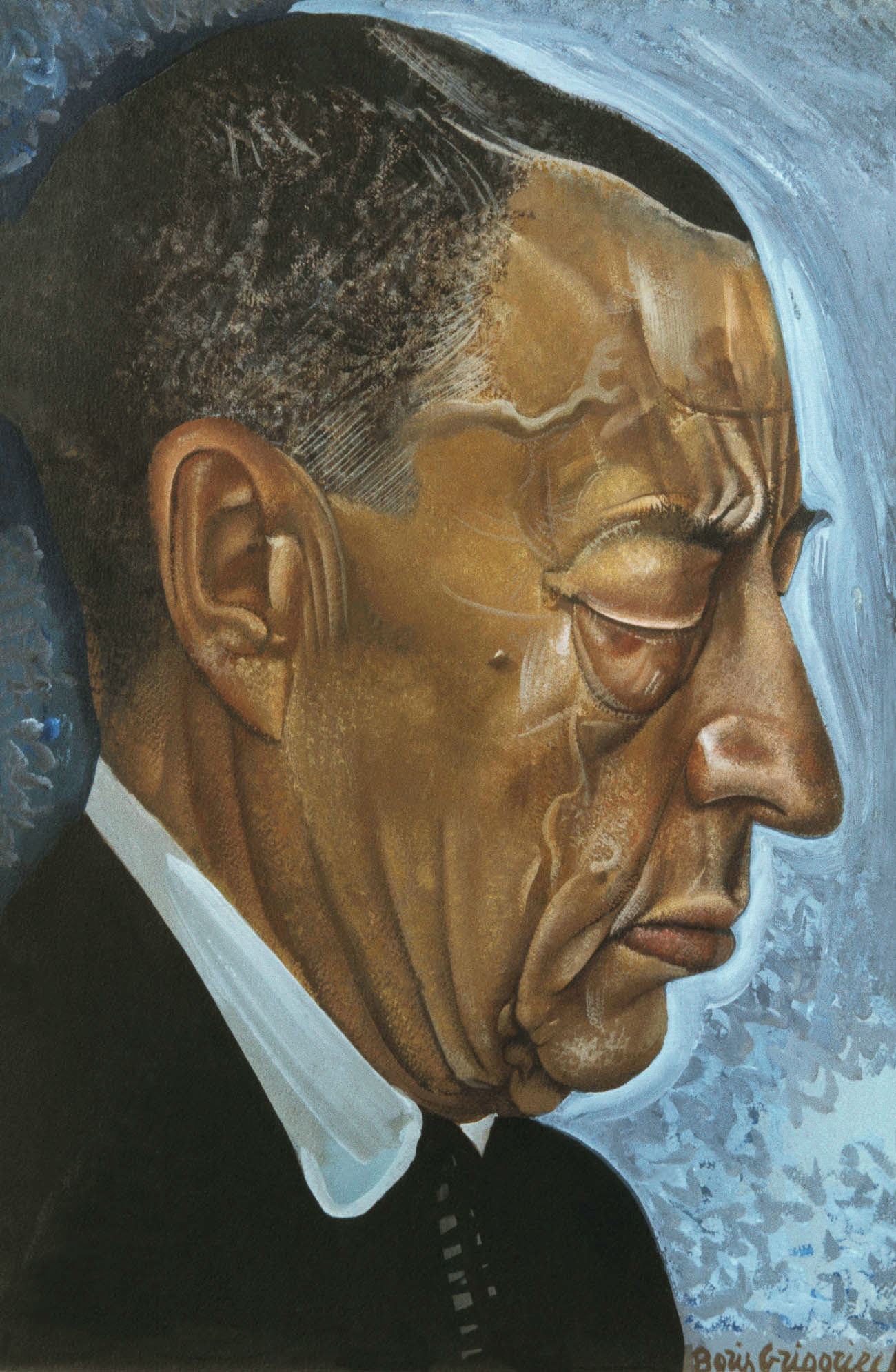